# غمار جبلي
غمار جبلي (الاسم العلمي: Gammarus montanus) هو نوع من المفصليات يتبع جنس الغمار من الفصيلة الغمارية.